# Bát tự Hà Lạc
Bát tự Hà Lạc (có sách ghi là Tám chữ Hà Lạc) là một hình thức bói toán được xây dựng trên cơ sở triết lý của Kinh Dịch với các thuyết Can Chi, âm dương, ngũ hành,... bằng cách lập quẻ Tiên thiên với hào nguyên đường và quẻ Hậu thiên; căn cứ vào giờ, ngày, tháng, năm sinh theo âm lịch và giới tính.

## Tên gọi
"Bát tự" là "tám chữ", đó là:
- Can, chi của năm sinh
- Can, chi của tháng sinh
- Can, chi của ngày sinh
- Can, chi của giờ sinh.

"Hà Lạc" là gọi tắt của Hà đồ và Lạc thư.

## Đối tượng dự trắc
Mệnh vận của người (tương tự như Tử vi, Tử Bình)

## Cách lập quẻ

### 2. Từ Bát tự, căn cứ Bảng trị số của Can và Bảng trị số của Chi, tính trị số Hà Lạc
Bảng trị số của Can (10 thiên can phối hợp Lạc đồ)
Mậu: 	1
Ất và Quý: 	2
Canh:	3
Tân:	4
	Số	5 đứng giữa không đi với Can nào.
Nhâm Giáp:	6
Đinh: 	7
Bính:	8
Kỷ: 	9
Bảng trị số của Chi  (12 địa chi kết hợp Hà Đồ)
Hợi Tý là Thủy: Sinh ở số 1, thành ở số 6.
Tỵ Ngọ là Hỏa: Sinh ở số 2, thành ở số 7.
Dần Mão là Mộc: Sinh ở số 3, thành ở số 8.
Thân Dậu là Kim: Sinh ở số 4, thành ở số 9.
Thìn Tuất - Sửu Mùi là Thổ: Sinh ở số 5, thành ở số 10.

### 7. Tính Đại Vận và tính Lưu Niên
(Trích từ sách "Bát tự Hà Lạc - Học Năng)
7.1. Thế nào là đại vận ?
Đời người ta, từ lúc sinh ra cho đến lúc chết, chia ra làm nhiều thời kỳ, hay giai đoạn. Mỗi thời kỳ ấy gồm nhiều năm và ít nhiều có tính cách chung không giống hẳn như thời kỳ khác, hoặc thịnh suy bĩ thái, hoặc đắc thất hanh truân.
Cách tính đại vận thì bắt đầu khởi lên 1 từ Nguyên đường, rồi cứ đi lên, mỗi hào là 1 Đ-V gồm hoặc 6 năm hoặc 9 năm.
Đi lên đến Hào 6 thì lại lộn trở xuống Hào 1 ở bên dưới Nguyên-đường để dùng nốt hào nào mà chưa đi tới. Nghĩa là phải đi hết 6 hào của quẻ T-T, rồi mới sang H-T, mà ở đây cũng phải bắt đầu đi từ N-Đ của H-T để tiếp theo Đ-V trước của T-T, và cũng tính đi lên đi xuống như ở T-T.
THÍ DỤ:
```
TIÊN THIÊN HẬU THIÊN
```

Thủy hỏa Ký tế—Biến--> Hỏa địa Tấn
```
-- --10-15 ------73-81
```

NĐ------ 1-9 -- --67-72
```
-- --40-45 ------58-66
------31-39 -- --52-57
-- --25-30 NĐ-- --46-51
------16-24 -- --82-87
```

(Nên nhận xét kỹ lưỡng: Những hào dương đều gồm 9 năm và những hào âm đều gồm 6 năm. Số 45 ở T-T là năm cuối cùng của tiền vận. Số 46 của H-T là năm bắt đầu của hậu vận).
LƯU Ý:
- Các đại vận liên tiếp nhau đi lên từ trước mặt N-Đ rồi lại trở về sau lưng. N-Đ làm thành một vòng kín (không hở).
- Những số đặt cạnh từng hào đều là số năm của Đ-V cả. Số cuối cùng của Đ-V trước tăng thêm 1 làm thành số bắt đầu của Đ-V sau.
Nếu là hào âm thì số bắt đầu ấy cộng thêm 5 thành đủ 6 năm của Đ-V âm. Nếu là hào dương thì số bắt đầu ấy cộng thêm 8 thành đủ 9 năm cửa Đ-V dương.
7.2. Thế nào là lưu niên ?
Lưu niên là hạn đi từng năm một, cũng như tiểu hạn của tử vi. Đại vận của Hà lạc cọn gọi là Đại tượng và lưu niên là tiểu tượng.
Cách tính lưu niên (hay tuế vận)
a). Nếu đại vận là hào âm thì cứ việc biến ngay từ hào ấy bất luận Âm tuế hay Dương tuế. Quẻ do hào biến lần đầu là hạn lưu niên năm thứ nhất, cứ biến lần hết 6 hào là đúng 6 năm.
b). Nếu Đ-V là hào dương thì phải xem Âm tuế mới biến ngay còn Dương tuế thì không biến (bất biến) nhưng dù biến hay bất biến thì hào ấy cũng được kể là năm thứ nhứt, hào của năm thứ nhất ấy coi như hào thế. Lấy hào ứng của nó mà biến đi thì được quẻ của năm thứ hai. Được năm thứ hai rồi thì lại trở về biến hào thế là được quẻ năm thứ ba. Hết ba năm rồi, thì theo lệ thường như đại vận âm nghĩa là cứ biến mỗi năm một hào, hết 6 hào là vừa đúng 6 năm nữa, 6 năm này cộng với 3 năm trước, vị chi là 9 năm. Vậy tóm tắt: Đ-V hào âm gồm 6 năm. Đ-V hào dương gồm 9 năm và.
THÍ DỤ: (Lấy ở sách Hà lạc Lý số)
1 tuổi được quẻ Thiên hỏa đồng nhân, Nguyên đường ngôi Hào 2 âm.
```
------
------
------16-24
------ 7-15
```

NĐ-- -- 1-6
```
------
```

- Muốn tính lưu niên của Đại vận hào N-Đ tức hào âm từ lên 1 đến lên 6.
- Đ-V là hào âm thì cứ biến ngay.

Vậy:
Năm thứ 1-	Hào 2 âm quẻ Đồng Nhân biến thành Hào 2 dương quẻ Thuần Kiền.
Năm thứ 2-	Hào 3 dương quẻ Thuần Kiền của năm thứ 1 biến thành Hào 3 âm quẻ Thiên Trạch Lý.
Năm thứ 3-	Hào 4 dương quẻ Lý (của năm thứ 2) biến thành Hào 4 âm quẻ Phong Trạch Trung Phu.
Năm thứ 4-	Hào 5 dương quẻ Trung Phu (của năm thứ 3) biến thành Hào 5 âm quẻ Sơn Trạch Tổn.
Năm thứ 5-	Hào 6 dương quẻ Tốn (của năm thứ 4) biến thành Hào 6 âm quẻ Địa Trạch Lâm.
Năm thứ 6-	Hào 1 dương quẻ Lâm (của năm thứ 5) biến thành Hào 1 âm Địa Thủy Sư.
(Thế là biến đủ 6 hào thành quẻ 6 năm. Nhớ rằng: Quẻ lưu niên năm sau là do quẻ lưu niên năm trước biến mà thành ra, chứ không phải do quẻ T-T hay H-T lúc mới bắt đầu tính Đ-V.
Theo bốc dịch thì X là hào âm biến ra hào dương, và dấu O là hào dương biến ra hào âm).
- Vẫn quẻ đồng nhân trên, muốn tính lưu niên của đại vận Hào 3 dương từ 7 đến 15 gồm 9 năm.
Cần nhớ rằng: Đ-V hào dương nếu gặp Dương tuế thì bất biến gặp Âm tuế mười biến. Như gặp năm Nhâm Tý thì Hào 3 dương trên này bất biến và được dùng luôn làm quẻ năm thứ nhất.
THIÊN HỎA ĐỒNG NHÂN
Tính lưu niên của đại vận Hào 3 dương từ 7 đến 15 gồm 9 năm.
```
------
------
------16-24
------ 7-15
```

NĐ-- -- 1-6
```
------
```

Năm thứ 1-	Để nguyên Hào 3 dương không biến (vì gặp Dương tuế).
Năm thứ 2-	Hào 6 dương lấy làm ứng (vì Thế ở Hào 3 dương) biến thành Hào 6 âm quẻ Trạch Hỏa Cách.
Năm thứ 3-	Hào 3 dương quẻ Cách (của năm thứ 2) tức là Hào Thế, biến thành Hào 3 âm quẻ Trạch Lôi Tùy.
Năm thứ 4-	(đến đây T và Ư hết vai trò rồi, hào bắt đầu biến theo thường lệ) Hào 4 dương quẻ Túy (của năm thứ 3) biến thành hào âm quẻ Thủy Lôi Truân.
Năm thứ 5-	Hào 5 dương quẻ Truân (của năm thứ 4) biến thành Hào 5 âm quẻ Địa Lôi Phục.
Năm thứ 6-	Hào 6 âm quẻ Phục (của năm thứ 5) biến thành Hào 6 dương quẻ Sơn Lôi Di.
Năm thứ 7-	Hào 1 dương quẻ Di (của năm thứ 6) biến thành Hào 1 âm quẻ Sơn Địa Bắc.
Năm thứ 8-	Hào 2 âm quẻ Bắc (của năm thứ 7) biến thành Hào 2 dương quẻ Sơn Thủy Mông.
Năm thứ 9-	Hào 3 âm quẻ Mông (của năm thứ 8) biến thành Hào 3 dương quẻ Sơn Phong Cổ.
Thế là tính đủ 9 năm của 1 đại vận dương.
(Nhớ rằng: Đại vận nào thì Thế ngồi ngay ở hào ấy và Ứng ở cách T 2 hào (hoặc ở trên hoặc ở dưới) vì T và Ư cần để tính 3 năm đầu của Đ.V dương.
- Năm thứ 1: 	Hào 3 dương, quẻ Đồng Nhân
- Năm thứ 2: 	Hào 6 âm, quẻ Cách
- Năm thứ 3: 	Hào 3 âm, quẻ Tùy
- Năm thứ 4: 	Hào 4 âm, quẻ Truân
- Năm thứ 5: 	Hào 5 âm, quẻ Phục
- Năm thứ 6: 	Hào 6 dương, quẻ Di
- Năm thứ 7: 	Hào 1 âm, quẻ Bác
- Năm thứ 8: 	Hào 2 dương, quẻ Mông
- Năm thứ 9: 	Hào 3 dương, quẻ Cổ

## Cách đoán quẻ

### 10 Thể cách tốt của mệnh
hay (Quý mệnh thập cát thể)
1. Tên quẻ tốt (quái danh cát)
2. Hào vị tốt (hào vị cát)
3. Lơi hào Nguyên đường tốt
4. Được mùa sanh (đắc thời): Như sanh tháng 9 được quẻ Bác, sanh tháng 11 được quẻ Phục.
5. Có yểm trợ (hữu viện) tức Nguyên đường (lấy làm thế) ngồi hào âm mà được ứng ngồi hào dương (hoặc Nguyên đường dương hào mà ứng âm hào).
6. Số thuận mùa sanh (số thuận thời) tức 2 số âm và dương: hoặc âm ít dương nhiều, hoặc âm nhiều dương ít, nhưng đều thích nghi hợp với mùa sanh.
7. Được thể (Đắc thể) như người mạng Kim được quẻ Cấn (Thổ sinh Kim). Có năm loại mạng (Can Chi Ngũ hành) nếu gặp đúng quẻ thì đoán là được Thể
8. Đáng vị như người sanh tháng âm lại được Nguyên đường ngồi hào âm (sanh tháng dương lại được nguyên đường ngồi hào dương).
9. Hợp lý như người tuổi Canh được quẻ Chấn ở vào mùa xuân mùa hạ. Nhược bằng người mạng Kim mà không được Đoài Kim, thì cũng nên được Khôn Cấn (Thổ sanh Kim).
10. Chúng đều theo (Chúng tông) như quẻ có 1 hào âm 5 hào dương mà nguyên đường ngồi hào âm, hoặc 1 quẻ hào dương 5 hào âm mà nguyên đường ngồi hào dương.

Trong 10 thể cách trên, người nào được:
- 3 - 4 cách thì làm nên chức Tuyển Tào
- 5 - 6 cách thì làm nên chức Tri đạo
- 7 - 8 cách thì làm nên chức Khanh giám, thị tòng.
- 9 - 10 cách thì làm nên chức Tướng, Công Hầu.
- 10 thể cách ấy lại có cả Hóa Công, Thiên Địa, Nguyên khí thì hẳn phải được phú quý, thọ đến tột đỉnh và hưởng kiêm toàn ngũ phúc mà vẫn là bác sĩ có đạo đức vậy.

### 10 Thể cách không tốt của mệnh
Trái với 10 thể cách tốt trên, lại có:
1. Tên quẻ xấu (quái danh hung)
2. Hào vị xấu (hào vị hung)
3. Lời hào xấu (từ hung)
4. Không được mùa sanh (bất đắc thời)
5. Không yểm trợ (vô viện)
6. Số nghịch mùa sanh (số nghịch thời)
7. Không được thể (bất đắc thể)
8. Không đáng vị (vị bất đáng)
9. Trái lý (vi lý)
10. Chúng đều ghét (chúng tật)

Trong 10 Thể cách không tốt vừa kể, người nào phạm phải:
- 3 - 4 cách thì làm Tăng Đạo, Cửu Lưu, Bách Công, Kỹ Nghệ.
- 5 - 6 cách thì cô độc.
- 7 - 8 cách thì đi ăn xin, hay bị chém giết.

Theo tác giả Học Năng: Phạm vào 10 cách ấy không chết non thì cũng nghèo hèn. Nên đo lường nặng nhẹ để định xấu tốt.
Hoặc vừa nghịch thời, phạm kỵ mà hung nhiều thì thuộc bọn người khát cái hoặc bị chém giết hoặc hung nhiều cát ít thì là mệnh Cửu Lưu Tăng Đạo.
Ví bằng được Hóa Công và Thiên địa nguyên khí đầy đủ thì tuy gian nan nhưng rồi cũng được hưởng phúc lành, trong cảnh Tân Khổ mà cũng tạm an vui. Nếu chẳng có gì cả thì tất xấu lắm.
Nói gộp các Cách tốt xấu vào 1 mục thì:
Trừ 3 Thể cách:
Tên quẻ tốt hay xấu
Lời hào tốt hay xấu
Được mùa sanh hay không được mùa sanh.

### Nội dung lời đoán giải một lá số Hà Lạc
1. Nhận xét tổng quát: Những thông tin quan trọng nhất ảnh hưởng đến tính cách và số phận của đương số. Phân tích các thông tin này ở:
•	Tám chữ can chi và ngũ hành tương ứng với quẻ.
•	Trị số âm và dương
•	Hóa công, Thiên nguyên khí và Địa nguyên khí
•	Mệnh hợp cách và mệnh không hợp cách
•	Phân tích quẻ tiên thiên, nguyên đường, quẻ hậu thiên
•	Dự báo những nét lớn về Tiền vận, đối chiếu giữa tiền vận và hậu vận.
•	Dự báo về Tiền vận, hậu vận, tiểu vận.
2. Tính khoa học và tính nghệ thuật trong giải đoán lá số Hà Lạc
•	Vấn đề số và lý
•	Tính cách và số phận
•	Tham khảo các môn lý số đoán mệnh khác (Tử vi, Mai Hoa Dịch số, Tử Bình…)
•	Vai trò quẻ Tiên thiên, Hậu thiên và quẻ Hỗ.